# Погранични пунктове на ВМОРО и ВМРО
Пограничните пунктове на Вътрешната македоно-одринска революционна организация са спомагателни организации в граничните градове и села на Княжество България с Османската империя, чрез които за целите на революционната борба се прехвърлят оръжие, литература, набират се доброволци и се окомплектоват заминаващи чети във вътрешността на Македония, Одринско и Родопите. 

## История
Лично Гоце Делчев се заема с дейността по организирането на първите пунктове в Кюстендил и Дупница през 1895 и 1896 година. В 1895 година назначава Никола Зографов за ръководител на Кюстендилският пункт. Едновременно са създадени пунктовете в Дупница, Кочериново, Рила и Хебибчево.
Върховния македоно-одрински комитет също създава свои погранични пунктове в Дупница и в Чепеларе. Началници на пункта са Вълчо Сарафов (1899 – 1901), Константин Антонов (1901 – май 1902) и Петър Кузманов. Чепеларският пункт получава от Върховния комитет материали за препращане през границата, като за целта са изградени три тайни канала – през Проглед, Широка лъка и Манастир. До пролетта на 1900 година в Чепеларския пункт Върховният комитет складира 400 пушки „Крънка“ и 50 сандъци с патрони. В Баташкия пункт са изпратени 900 пушки и 280 сандъка с патрони. Оръжието и боеприпасите по тайните канали са прехвърлени в Османската империя.
Одринският окръжен революционен комитет също протестира пред ВМОК в писмо до Янаки Гочев, началник на пограничния пункт в село Хебибчево. По време на Илинденско-Преображенското въстание обаче базите на ВМОРО и ВМОК са общи.
След възстановяването на Вътрешната македонска революционна организация през 1919 година пограничните пунктове подновяват дейността си. В освободената Пиринска Македония ВМРО също изгражда свой погранични пунктове, които са подкрепени от Спомагателната организация на ВМРО, заради вътрешните конфликти с правителствените въоръжени сили на БЗНС, а по-късно и с тези около кръга „Звено“, а също и с въоръжените чети на МФО. След международен протест от страна на Кралство Югославия и Гърция срещу нахлуването на четите на ВМРО на тяхна територия, Царство България е принудено под международен натиск да затвори общата си граница с двете държави през 1928 година, което практически преустановява дейността на пограничните пунктове.
Като главен пограничен пункт на революционната организация се очертава Кюстендилският, през който минава най-краткият път от София за Македония.
| Кюстендилски пунктови началници | Кюстендилски пунктови началници     | Кюстендилски пунктови началници | Кюстендилски пунктови началници |
| Име                             | Години                              | Родно място                     | Бележка |
| ------------------------------- | ----------------------------------- | ------------------------------- | --- |
| Никола Зографов                 | 1895 г. – април 1901 г.             | Ораовец                         | |
| П. Димитров                     | 1901 г.                             |                                 | |
| М. Георгиев                     | 1901 г.                             |                                 | |
| Тодор Станков                   | 1901 г.                             | Прилеп                          | |
| Ефрем Чучков                    | 1902 г.                             | Щип                             | |
| Мише Развигоров                 | август 1902 г.                      | Щип                             | |
| Марко Секулички                 | есен 1902 г. – февруари 1905 г.     | Сакулица                        | от януари 1904 г. до април 1904 г. съвместно с Христо Настев и Петър Васков; от края на 1904 г. до февруари 1905 г. с Михаил Дорев; през октомври 1904 г. помощник е Петър Каркалашев                                                    |
| Христо Настев                   | януари 1904 г. - април 1904 г.      | Щип                             | съвместно с Петър Васков и Марко Секулички |
| Петър Васков                    | януари 1904 г. - април 1904 г.      | Велес                           | съвместно с Христо Настев и Марко Секулички |
| Михаил Дорев                    | 1905 г. – край на 1908 г.           | Пътеле                          | от края на 1904 г. до февруари 1905 г. съвместно с Марко Секулички; от септември 1906 г. помощник е Марко Лазаров; от юни 1907 г. до края на 1908 г. помощник е Славчо Абазов; от март 1908 г. за няколко месеца помощник е Георги Гочев |
| Ангел Узунов                    | начало на 1909 г. – край на 1925 г. | Охрид                           | |
| Панчо Тошев                     | 1925 г. – 1926 г.                   | Щип                             | |
| Владимир Куртев                 | 1927 г. – 1932 г.                   | Плевен                          | |
| Трифон Савев                    | 1932 г. – 1934 г.                   | Пантелей                        | |

## Други пунктови началници
- Никола Малешевски – Дупница (1896 – ?),
- Климент Шапкарев – Самоков,
- Яни Воденичаров – Казъклисе,
- Христо Нусев – Кочани (?),
- Димитър Попниколов – Лозенградско,
- Илия Кърчовалията – Рила, село Петрово
- Иван Караджов – Горна Джумая,
- Атанас Маджаров – Петрич,
- Стоян Филипов – Неврокопско,
- Александър Занешев – Неврокопско
- Ангел Чалъков – Хебибчево (1898 – 1899),
- Александър Кипров – Хебибчево (1901 – 1902)
- Янаки Гочев – Хебибчево (1902 – 1907)
- Атанас Калфов – Алан кайряк (1903)
- Иван Бележков – Лъджене,
- Дончо Чупаринов, Петър Станчев и Христо Симеонов – София (1922 – 1924),
- Кирил Дрангов (1925 – ?) – София,
- Константин Нунков – Проглед,
- Славчо Клямбов – Костурино (1913)
- Коце Ципушев – Струмица (1915)
- Мите Хаджимишев – Струмица (1919)
- Павел Ковачев – Бургас (1903)
- Петър Чолаков – Ямбол, Къзъл Агач и Кавакли (1903)
- Георги Попянев – Асеновград (1924 – 1934)
- Стефан Тошев – Алан кайряк
- Илия Ангелов – Кавакли, доставял оръжие и снаряжение за Одрински окръг[3]
- Георги Попаянов – Алан кайряк[4]